# Harry Falconer
Henry Falconer (sinh ngày 22 tháng 12 năm 1954) là một cầu thủ bóng đá người Anh thi đấu ở Football League, ở vị trí hậu vệ.